# 스콥스 재판

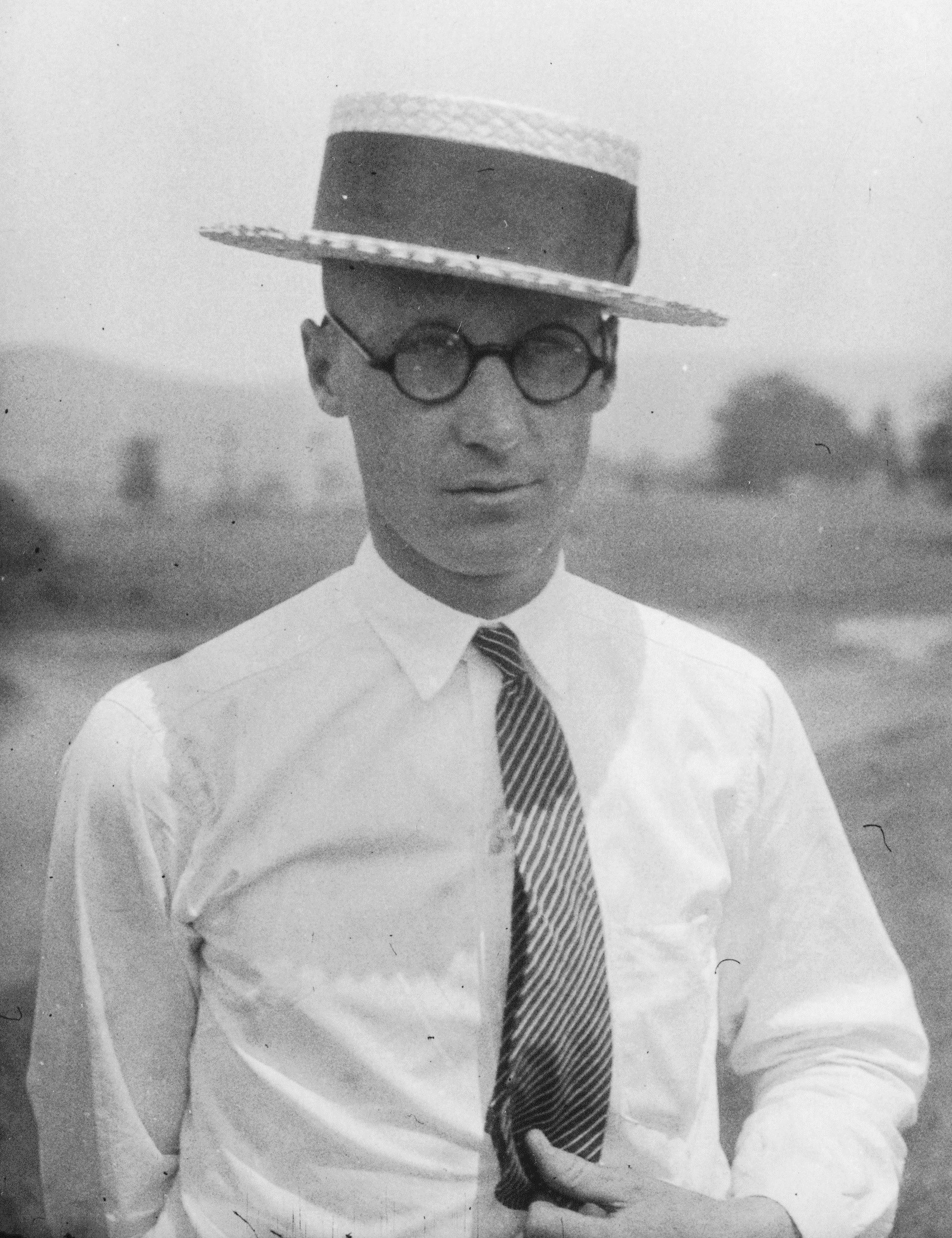
1925년 스콥스 재판 한달 전의 존 토머스 스콥스

스콥스 재판(Scopes trial, - 裁判)은 1925년 7월 21일, 미국의 테네시주에서 있었던 과학 교사 존 스콥스에 대한 재판이다. 존 스콥스는 공립학교 내에서 진화론를 가르치지 못하도록 한 테네시주 법률을 어기고 학교에서 진화를 가르쳤다는 이유로 벌금형을 받았다. 관용적으로 원숭이 재판(Monkey Trial)이라 부르기도 한다.
존 스콥스가 유죄 판결을 받자 재판이 있었던 테네시 주의 작은 마을 데이턴은 미국 전역에 알려졌고, 재판에 참여한 양측의 변호사들도 덩달아 유명세를 타게 되었다. 판결 이후 기독교 내에서도 기독교 근본주의와 자유주의 신학 사이에 격렬한 논쟁이 벌어졌다.

## 배경
1925년 테네시주에서는 세계 기독교 근본주의 협회의 테네시주 회장 존 W. 버틀러가 주 의회에 로비하여 공립학교내 진화론 교육을 금지하는 버틀러법이 통과된다. 이 법안에 반대하는 미국 시민 자유 연합(American Civil Liberties Union, ACLU)는 존 스콥스와 함께 법률 불복종을 시도하였다. 과학 교사였던 존 스콥스는 1925년 5월 5일 생물 교과서에 있는 진화 이론을 가르치다 고발되었다. 재판에는 양측 모두 거물급 변호사가 동원되었는데, 원고측은 민주당의 주요 정치인이었던 윌리엄 제닝스 브라이언이었고, 피고측 변호인은 미국 시민 자유 연합의 클래런스 대로우였다. 재판은 라디오로 중계되어 미국 전역에 전파되었다.

## 결과
재판 중 대로우는 브라이언을 궁지에 몰아넣었고, 브라이언은 성경에 설명할 수 없는 부분이 있음을 시인하였다. 다만 진화론 교육이 법적으로 금지된 상황에서 진화론을 가르친 것은 사실이므로 재판결과는 유죄로 판결되어, 스콥스는 100달러의 벌금형을 받았다. 스콥스는 패했고 브라이언이 승리했지만, 이후 다른 주에서도 이와 유사한 소송이 잇달아 발생하면서 각 주에서 진화론 교육을 금지한 반진화론 법안이 정치와 종교를 분리하는 헌법에 어긋난 법안임을 부각되도록 했다.
이는 또한 이후의 스푸트니크 쇼크로 인해 미국 주정부에서 국가방위교육법(National Defense Education Act)를 제정하는 계기가 되었으며, 이에 근거하여 교육자나 교육학자 대신 과학자들이 직접 과학 교과서를 집필하게 되었다. 생물학의 경우는 미국 생물학 연구소(American Institute of Biological Sciences)에 의해 제작된 교과서가 미국 전역에 널리 보급되었는데, 여기서는 과학적 근거에 의해 진화론을 생물학의 근간이 되는 핵심 이론으로 강조하고 있다.

## 같이 보기
- 존 스콥스
- 기독교 근본주의
- 기독교 우파
- 창조주의
- 창조과학

## 참고 문헌
- 로널드 L. 넘버스 (2016). 《창조론자들》. 새물결플러스. ISBN 9791186409558.